# Serie B 2001/02
De Serie B 2001/02 was de 70ste editie van de strijd op het tweede niveau van het Italiaanse profvoetbal. Er namen in totaal twintig teams deel aan de competitie, waarvan vier gepromoveerde uit de Serie C en vier gedegradeerde uit de Serie A (Reggina, Vicenza, Napoli en Bari). De competitie begon op 26 augustus 2001 en eindigde op 2 juni 2002. In de 380 gespeelde competitiewedstrijden werd in totaal 933 keer gescoord, goed voor een gemiddelde van 2,46 doelpunt per wedstrijd. 

## Eindstand
| №  | Club              | WG | W  | G  | V  | DV | DT | +/- | Punten |
| -- | ----------------- | -- | -- | -- | -- | -- | -- | --- | ------ |
| 1  | Como Calcio       | 38 | 22 | 8  | 8  | 53 | 35 | +18 | 74     |
| 2  | Modena FC         | 38 | 20 | 12 | 6  | 58 | 23 | +35 | 72     |
| 3  | Reggina Calcio    | 38 | 19 | 11 | 8  | 50 | 33 | +17 | 68     |
| 4  | Empoli FC         | 38 | 19 | 10 | 9  | 60 | 35 | +25 | 67     |
| 5  | SSC Napoli        | 38 | 16 | 13 | 9  | 48 | 39 | +9  | 61     |
| 6  | AS Bari           | 38 | 14 | 11 | 13 | 44 | 51 | –7  | 53     |
| 7  | Salernitana Sport | 38 | 14 | 11 | 13 | 57 | 59 | –2  | 53     |
| 8  | AC Ancona         | 38 | 14 | 8  | 16 | 43 | 52 | –9  | 50     |
| 9  | Vicenza Calcio    | 38 | 12 | 13 | 13 | 50 | 52 | –2  | 49     |
| 10 | US Palermo        | 38 | 12 | 12 | 14 | 47 | 54 | –7  | 48     |
| 11 | Sampdoria         | 38 | 12 | 12 | 14 | 42 | 46 | –4  | 48     |
| 12 | AC Siena          | 38 | 12 | 11 | 15 | 35 | 44 | –9  | 47     |
| 13 | Cagliari Calcio   | 38 | 10 | 17 | 11 | 39 | 39 | 0   | 47     |
| 14 | Genoa CFC         | 38 | 10 | 17 | 11 | 43 | 40 | +3  | 47     |
| 15 | Cosenza Calcio    | 38 | 13 | 8  | 17 | 47 | 57 | –10 | 47     |
| 16 | FC Messina        | 38 | 11 | 14 | 13 | 41 | 42 | –1  | 47     |
| 17 | Ternana Calcio    | 38 | 9  | 18 | 11 | 46 | 49 | –3  | 45     |
| 18 | AS Cittadella     | 38 | 9  | 10 | 19 | 49 | 63 | –14 | 37     |
| 19 | AC Pistoiese      | 38 | 8  | 12 | 18 | 38 | 51 | –13 | 36     |
| 20 | FC Crotone        | 38 | 5  | 10 | 23 | 44 | 70 | –26 | 25     |

## Statistieken

### Topscorers
- In onderstaand overzicht zijn alleen de spelers opgenomen met vijftien of meer treffers achter hun naam.

| №  | Naam speler         | Club            | Goals | Pen | Duels | Gem  |
| -- | ------------------- | --------------- | ----- | --- | ----- | ---- |
| 1  | Luis Oliveira       | Como            | 23    | 1   | 38    | 0,61 |
| 2  | Fabio Vignaroli     | Salernitana     | 20    | 4   | 36    | 0,56 |
| 3  | Stefano Ghirardello | AS Cittadella   | 17    | 7   | 35    | 0,49 |
| 4  | Andrea Fabbrini     | Modena          | 16    | 0   | 36    | 0,44 |
| 5  | Francesco Flachi    | UC Sampdoria    | 16    | 3   | 37    | 0,43 |
| 6  | Antonio Di Natale   | Empoli          | 16    | 0   | 38    | 0,42 |
| 7  | Gionatha Spinesi    | AS Bari         | 15    | 3   | 30    | 0,50 |
| 8  | Massimo Margiotta   | Vicenza         | 15    | 1   | 33    | 0,45 |
| 9  | Fabrizio Miccoli    | Ternana         | 15    | 2   | 34    | 0,44 |
| 10 | Gianluca Savoldi    | Reggio Calabria | 15    | 0   | 37    | 0,41 |
| 10 | Denis Godeas        | ACR Messina     | 15    | 4   | 37    | 0,41 |

### Meeste speelminuten
| Naam               | Club(s)         | Duels | Min.  | Werd in het veld gebracht | Werd van het veld gehaald |
| ------------------ | --------------- | ----- | ----- | ------------------------- | ------------------------- |
| Armando Pantanelli | Cagliari Calcio | 38    | 3.420 | 0                         | 0                         |
| Francesco Mancini  | SSC Napoli      | 38    | 3.420 | 0                         | 0                         |

### Nederlanders
Onderstaande Nederlandse voetballers kwamen in het seizoen 2001/02 uit in de Serie B.
| Naam                 | Club           | Debuut in Serie B | Duels | Goals |
| -------------------- | -------------- | ----------------- | ----- | ----- |
| Jean-Paul van Gastel | Ternana Calcio | 10.02.2002        | 7     | 0     |

### Toeschouwers
| №      | Club                | Totaal    | Gem    | Duels | +/–    | Record |
| ------ | ------------------- | --------- | ------ | ----- | ------ | ------ |
| 1      | SSC Napoli          | 330.341   | 17.386 | 19    | –55,3% | 64.234 |
| 2      | Reggina Calcio      | 318.797   | 16.779 | 19    | –30,4% | 23.794 |
| 3      | Genoa CFC           | 307.028   | 16.159 | 19    | +4,2%  | 36.736 |
| 4      | UC Sampdoria        | 248.319   | 13.069 | 19    | –20,7% | 33.057 |
| 5      | US Salernitana      | 220.865   | 11.624 | 19    | +0,9%  | 25.899 |
| 6      | US Città di Palermo | 196.896   | 10.363 | 19    | NIEUW  | 24.896 |
| 7      | Modena FC           | 175.634   | 9.244  | 19    | NIEUW  | 13.574 |
| 8      | Vicenza Calcio      | 162.191   | 8.536  | 19    | –43,8% | 12.663 |
| 9      | ACR Messina         | 145.170   | 7.641  | 19    | NIEUW  | 9.200  |
| 10     | Ternana Calcio      | 140.315   | 7.385  | 19    | –8,3%  | 11.390 |
| 11     | AC Ancona           | 121.525   | 6.396  | 19    | –2,3%  | 10.399 |
| 12     | Cagliari Calcio     | 121.000   | 6.368  | 19    | –22,4% | 18.000 |
| 13     | Como Calcio         | 108.591   | 5.715  | 19    | NIEUW  | 8.849  |
| 14     | FC Crotone          | 99.069    | 5.214  | 19    | –3,6%  | 7.200  |
| 15     | Cosenza Calcio      | 85.306    | 4.490  | 19    | –30,1% | 10.991 |
| 16     | AC Siena            | 84.437    | 4.444  | 19    | –17,3% | 8.006  |
| 17     | Empoli FC           | 80.112    | 4.216  | 19    | +38,7% | 8.724  |
| 18     | AC Pistoiese        | 57.598    | 3.031  | 19    | –30,1% | 5.603  |
| 19     | AS Bari             | 53.804    | 2.832  | 19    | –79,5% | 4.682  |
| 20     | AS Cittadella       | 33.683    | 1.773  | 19    | –18,0% | 5.451  |
| Totaal | Totaal              | 3.090.681 | 8.133  | 380   | –5,4%  | 64.234 |